# Кошин, Игорь Викторович
И́горь Ви́кторович Ко́шин (род. 27 августа 1974, Усинск, Коми АССР, РСФСР, СССР) — российский государственный деятель, политик. Заместитель министра РФ по делам Северного Кавказа. Губернатор Ненецкого автономного округа с 20 сентября 2014 по 28 сентября 2017 (временно исполняющий обязанности губернатора Ненецкого автономного округа с 22 февраля по 20 сентября 2014).

## Биография

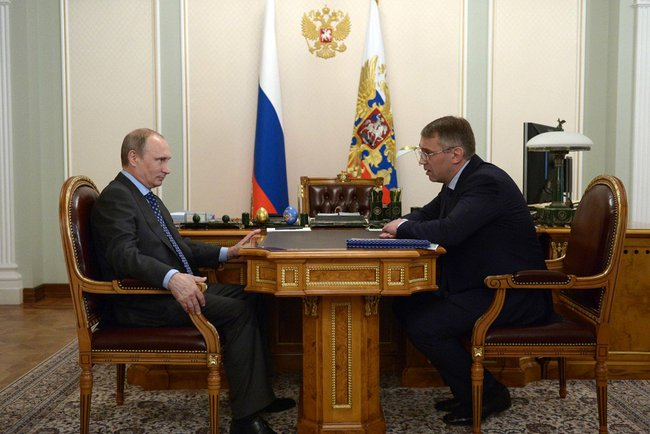
Встреча Путина с и.о. главы НАО Кошиным

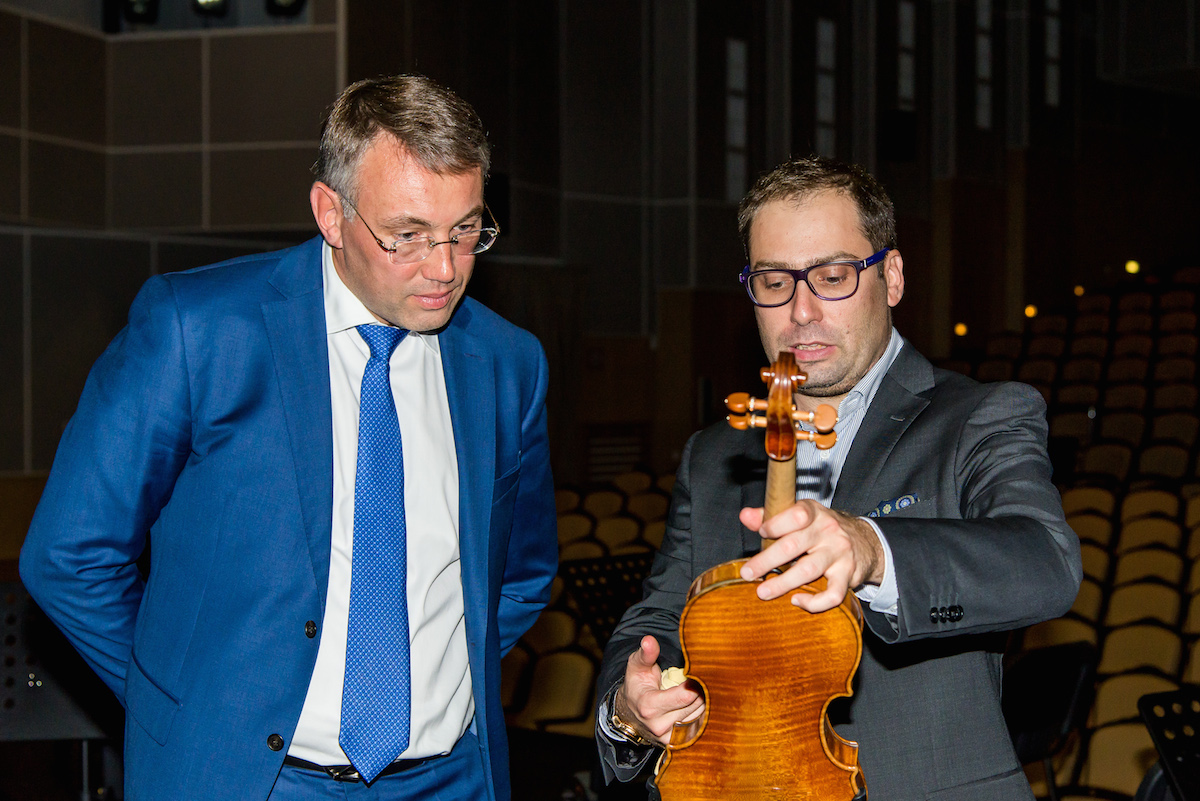
Кошин с советником по культуре, скрипачом Коганом

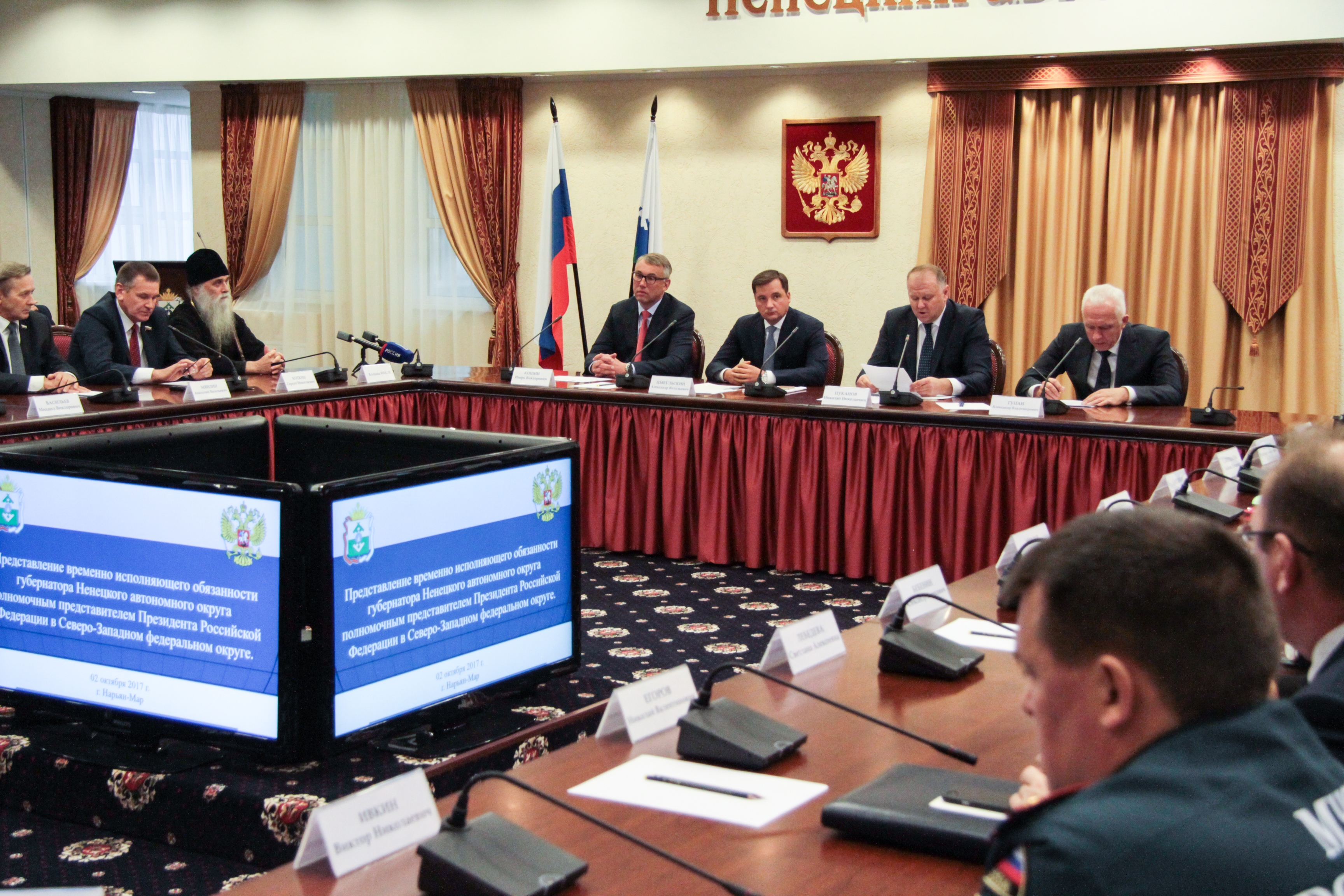
Представление врио главы НАО Цыбульского после отставки Кошина

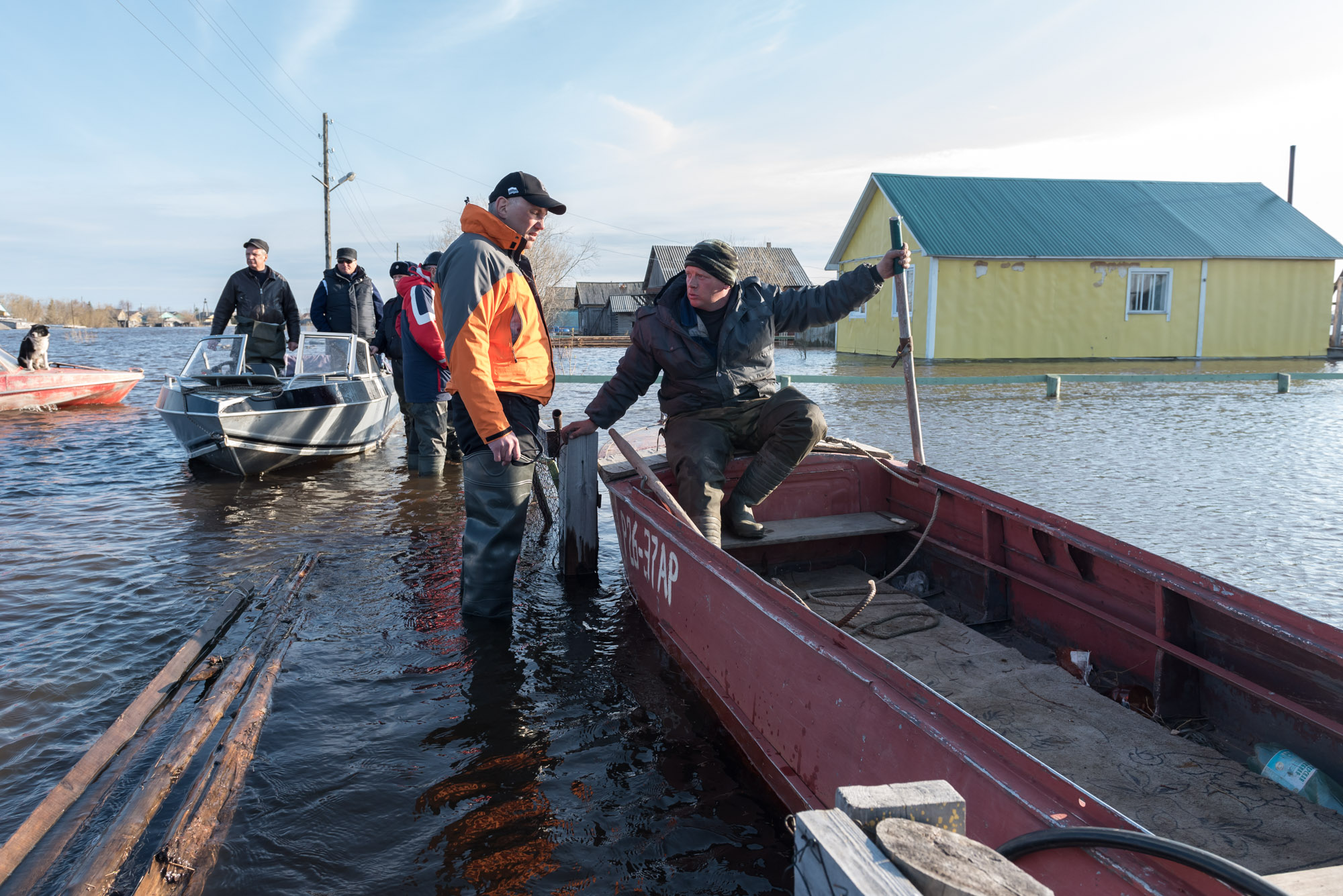
Игорь Кошин во время наводнения в селе Великовисочное Ненецкого округа

Родился в посёлке Усинск Коми АССР 27 августа 1974 года. В 1978 году родители переселились в вахтовый посёлок Вангурей в Ненецком автономном округе, в 1981 году семья Кошиных переехала в посёлок Искателей. В 1991 году окончил школу с серебряной медалью. В 1996 году закончил экономический факультет Сыктывкарского государственного университета, по специальности «управление производством». В 2003 году получил второе высшее образование на юридическом факультете Северо-Западной академии государственной службы.
В 1996 году начал трудовую деятельность в Сыктывкаре в должности ведущего специалиста учреждения «Фонд Ресурсы Севера». С 1998 по 2000 год работал директором по внешнеэкономическим связям в АО СТК «Рос-Тур» в Сыктывкаре. Затем с февраля 2000 года был исполнительным директором некоммерческой организации «Союз геологов и нефтяников Севера» в Нарьян-Маре.
14 января 2001 года занял третье место на выборах главы города Нарьян-Мара и в то же время был избран в Собрание депутатов Ненецкого автономного округа XXIV созыва по общерегиональному (многомандатному) округу, заняв первое место с 30,8% голосов избирателей. С марта 2002 года по 2004 год работал в должности секретаря политсовета Ненецкого регионального отделения партии «Единой России». С ноября 2004 года — член генсовета партии «Единая Россия». В январе 2005 года участвовал в выборах Главы администрации Ненецкого автономного округа, но проиграл во втором туре Алексею Баринову. Одновременно был избран в Собрание депутатов Ненецкого автономного округа по одномандатному округу. 17 марта 2005 года избран на пост председателя Собрания депутатов Ненецкого автономного округа.
В 2006 году в газете Взгляд появилась информация о возможном получении Игорем Кошиным взятки за выдвижение предпринимателя Александра Сабадаша представителем в Совет Федерации.
С 9 февраля 2012 по 26 февраля 2014 года — член Совета Федерации Федерального Собрания Российской Федерации от Ненецкого автономного округа, член комитета Совета Федерации по регламенту и организации парламентской деятельности.
22 декабря 2017 года Игорь Кошин назначен заместителем министра РФ по делам Северного Кавказа. 21 января 2020 года Министерство по делам Северного Кавказа было упразднено.

## Губернатор Ненецкого автономного округа
22 февраля 2014 года назначен временно исполняющим обязанности губернатора Ненецкого автономного округа.
14 сентября 2014 года Игорь Кошин избран на должность губернатора, и 20 сентября 2014 года вступил в должность.
С 7 апреля по 10 ноября 2015 — член президиума Государственного совета Российской Федерации.
В 2017 году на фоне падения доходов был принят закон о выплате чиновникам НАО двухмесячного денежного содержания к отпуску. В мае 2017 года в отчёте ФСО «Оценка населением эффективности деятельности органов исполнительной власти субъектов Российской Федерации» Кошин получил самую низкую оценку из возможных в Северо-Западном федеральном округе в разделе «Удовлетворенность населения деятельностью глав исполнительной власти субъектов Российской Федерации» — 23,2%. 28 сентября 2017 года Игорь Кошин был отправлен в отставку досрочно по собственному желанию. Врио губернатора НАО был назначен замминистра экономического развития Александр Цыбульский.
По мнению некоторых СМИ, за 3 года руководства НАО Игорь Кошин изменил систему поддержки сельского хозяйства, создал инфраструктуру для малого бизнеса, построил местный домостроительный комбинат и обновил авиационный парк. Также в сентябре 2017 года совет депутатов вынес указ о первой в России ипотеке в 1%, который вступит в силу в октябре этого года. Из-за падения цен на нефть губернатор сократил меры социальной поддержки и зарплаты госслужащим на 20%, поэтому его реформы подверглись критике со стороны общественности.

## Награды
- Орден Дружбы (15 ноября 2017 года)[18]